# A Fine Day to Exit
A Fine Day to Exit – szósty studyjny album zespołu Anathema.
Jak przyznała w 2017 Lee Douglas, album grupy z tego roku pt. The Optimist jest o człowieku, który zniknął z okładki A Fine Day to Exit.

## Lista utworów
Źródło.
1. „Pressure” (John Douglas) – 6:44
2. „Release” (Daniel Cavanagh) – 5:47
3. „Looking Outside Inside” (John Douglas) – 6:23
4. „Leave No Trace” (Vincent Cavanagh) – 4:46
5. „Underworld” (Vincent Cavanagh, Daniel Cavanagh) – 4:09
6. „Barriers” (Daniel Cavanagh) – 5:53
7. „Panic” (Daniel Cavanagh, John Douglas) – 3:30
8. „A Fine Day to Exit” (John Douglas) – 6:49
9. „Temporary Peace” (Daniel Cavanagh) – 18:46

## Twórcy
Źródło.
- Vincent Cavanagh – śpiew, gitara
- Daniel Cavanagh – gitara, instrumenty klawiszowe
- Les Smith – instrumenty klawiszowe
- Dave Pybus – gitara basowa
- John Douglas – perkusja
- Lee Douglas – śpiew

## Pozycje na listach
| Lista   | Kraj      | Pozycja |
| ------- | --------- | ------- |
| OLiS    | Polska    | 22      |
| Top 200 | Francja   | 124     |
| Top 60  | Finlandia | 34      |